# 野原邦彦
野原 邦彦（のはら くにひこ、1982年2月13日 - ）は、日本の芸術家、彫刻家。北海道出身。

## 概要
広島市立大学芸術学部卒業、同大学大学院芸術学研究科彫刻専攻修了。
楠・欅などを使った木彫作品を主に制作。また、木の素材を生かした絵画も展開。
具象のモチーフを元に抽象的イメージの融合と鮮やかな着彩が施され、木彫の力強さにアバンギャルドなテイストを散りばめている。
水中メガネと水泳帽子を被ったキャラクターが特徴。
2010年に、香港でのアートフェア出展以降、台湾・マカオ・シンガポール・マレーシアと、アジアへ次々と進出。2016年には、台湾での大規模な個展を開催する。

## 経歴
- 1982年 - 北海道恵庭市出身
- 2005年 - 広島市立大学芸術学部卒業
- 2005年 - 広島市立大学芸術資料館作品買い上げ（卒業制作優秀作品）
- 2005年 - 二科展 特選
- 2007年 - 広島市立大学大学院芸術学研究科彫刻専攻修了、プリラジュネス賞受賞
- 2007年 - 二科展 入選
- 2009年 - 二科展 入選

## 主な展覧会

### 個展
- 2012年 - 「野原邦彦展」gallery UG、東京
- 2013年 - 「野原邦彦展」gallery UG、東京
- 2014年 - 「野原邦彦展」gallery UG、東京
- 2015年 - 「野原邦彦展」gallery UG、東京
- 2016年 - 「BREAK TIME」gallery UG、東京
- 2016年 - 「浮雲記事 Floating Diary」iart Gallery (愛上藝廊)　新竹、台湾
- 2017年 - 「Bittersweet」gallery UG、東京

### グループ展
- 2010年 - 「高橋篤生・野原邦彦二人展] ギャラリーユニグラバス銀座館、銀座
- 2011年 - 「帰ってきたりったいぶつぶつ展」Bunkamura Gallery、渋谷
- 2012年 - 「日本當代六人展」新光三越百、台南
- 2013年 - 「野原邦彦・沼田月光・松隈健太朗 3人展　”都市伝説”」Capital Art Center、台北
- 2013年 - 「立体9人展“未来の瞬間”」Art Door Gallery、台北
- 2014年 - 「Dialogue with Japanese Contemporary Art Exhibition」Macpro gallery、マカオ
- 2014年 - 「広島市立大学20周年記念展」広島市立大学、広島
- 2014年 - 「Laissez-faire」上野の森美術館ギャラリー、上野
- 2015年 - 「Laissez-faire」 The Luxe Art Museum、シンガポール
- 2015年 - 「EXHIBITION OF GALLERY UG PRIVATE COLLECTION 草間彌生&野原邦彦」Christie’s Fine Art Storage Services Viewing Gallery、シンガポール

### アートフェア
- 2010年 - 「ASIA TOP GALLERY HOTEL ART FAIR HONG KONG」GRAND HYATT HONG KONG、香港
- 2011年 - 「YOUNG ART TAIPEI」Sunworld Dynasty Hotel Taipei、台北
- 2011年 - 「ART TAIPEI」Taipei World Trade Center、台北
- 2012年 - 「ASIA TOP GALLAREY HOTEL ART FAIR HONG KONG」Mandarin Oriental Hong Kong、香港
- 2012年 - 「YOUNG ART TAIPEI」Sheraton Grande Taipei Hotel、台北
- 2012年 - 「ART TAIPEI」Taipei World Trade Center、台北
- 2013年 - 「BANK ART FAIR」Island Shangri-La Hong Kong、香港
- 2015年 - 「AFFORDABLE ART FAIR」 - F1 Pit Building、シンガポール
- 2015年 - 「ART APART FAIR」Parkroyal Hotel on Pickering、シンガポール
- 2016年 - 「ART STAGE SINGAPORE」Marina Bay Sands、シンガポール
- 2016年 - 「アートフェア東京 野原邦彦　”BREAK TIME”」東京国際フォーラム、東京
- 2016年 - 「BAZAAR ART JAKARTA」The Ritz-Carlton Jakarta Pacific Place、ジャカルタ
- 2016年 - 「ART EXPO MALAYSIA PLUS」Matrade Exhibition & Convention Centre、クアラルンプール
- 2016年 - 「6075 MACAU HOTEL ART FAIR」Regency Hotel Macau、マカオ
- 2017年 - 「ART STAGE SINGAPORE」Marina Bay Sands、シンガポール
- 2017年 - 「アートフェア東京」東京国際フォーラム、東京
- 2017年 - 「YOUNG ART TAIPEI」Sheraton Grande Taipei Hotel、台北